# Gil Reece
Gil Reece, diminutivo di Gilbert Ivor Reece (Cardiff, 2 luglio 1942 – Cardiff, 20 dicembre 2003) è stato un calciatore gallese, di ruolo centrocampista.

## Biografia
Suo nipote Lewis è un giocatore professionista di rugby (ha anche giocato nella nazionale gallese).

## Caratteristiche tecniche
Era un'ala.

## Carriera

### Club
Dopo aver giocato nelle giovanili del Cardiff City viene aggregato nel 1961 alla prima squadra, militante nella seconda divisione inglese: conclude tuttavia la stagione 1961-1962 con un periodo in prestito ai semiprofessionisti gallesi del Ton Pentre; trascorre poi anche la stagione 1962-1963 con un club semiprofessionistico gallese, il Pembroke Borough. Nel 1963, all'età di 21 anni, torna a giocare tra i professionisti, con i gallesi del Newport County, militanti nella quarta divisione inglese; dopo due stagioni, con 9 reti segnate in 32 partite di campionato giocate, viene ceduto per 10000 sterline allo Sheffield Utd, club di prima divisione.
Nella stagione 1965-1966, all'età di 23 anni, esordisce in prima divisione con le Blades, contribuendo con 7 reti in 29 presenze alla conquista di un nono posto in classifica; l'anno seguente, complice una frattura ad una gamba, gioca invece solamente 17 partite (con 4 gol segnati), mentre nella stagione 1967-1968, che si conclude con la retrocessione in seconda divisione della sua squadra, vive in realtà la sua miglior stagione in carriera a livello realizzativo, con 13 reti in 35 partite di campionato giocate. Dal 1968 al 1971 gioca poi da titolare in seconda divisione con lo Sheffield United, segnando in totale 29 reti in 103 presenze in questa categoria. Nella stagione 1971-1972 torna poi a giocare in prima divisione (19 presenze e 3 reti), categoria in cui trascorre (sempre con un ruolo da comprimario) anche la stagione 1972-1973, nella quale è autore di 2 gol in 7 partite di campionato giocate, che lo portano a complessive 210 presenze e 58 reti in incontri di campionato giocati con la maglia dello Sheffield United.
Nei mesi conclusivi della stagione 1972-1973 gioca in seconda divisione al Cardiff City, dove rimane fino al 1976 (trascorrendo tra l'altro la stagione 1975-1976 in terza divisione, e conquistando in questa stessa annata una promozione in seconda divisione); durante la sua seconda esperienza ai Ninians gioca anche 2 partite in Coppa delle Coppe (una nella Coppa delle Coppe 1973-1974 ed una nella Coppa delle Coppe 1974-1975), mentre in campionato gioca in totale 100 partite e segna 23 reti. Si ritira infine nel 1977, dopo aver giocato 2 partite in quarta divisione con lo Swansea City ed aver anche trascorso un breve periodo con i semiprofessionisti gallesi del Barry Town.
In carriera ha totalizzato complessivamente 344 presenze e 90 presenze nei campionati della Football League.

### Nazionale
Ha fatto parte della nazionale gallese per un decennio, dal 1965 al 1975, giocandoci in totale 29 partite, con anche 2 gol segnati (entrambi in incontri di qualificazioni ai campionati europei, nelle quali ha giocato in tutto 9 partite).

## Palmarès

### Club

#### Competizioni nazionali
- Coppa del Galles: 2

Cardiff City: 1972-1973, 1973-1974